# Теди Пилет
Теди Пилет (на френски: Theodore „Teddy“ Pilette) е бивш пилот от Формула 1. Роден на 26 юли 1942 г. в Брюксел, Белгия.

## Формула 1
Теди Пилет прави своя дебют във Формула 1 в Голямата награда на Белгия през 1974 г. В световния шампионат записва 4 състезания като не успява да спечели точки, състезава се за отборите на Брабам и БРМ.